# L'osset Boom
L'osset Boom (títol original en rus, Плюшевый Бум!; transcrit com a Pliuixevi Bum!) és una pel·lícula russa d'animació de Denís Txernov i Ilia Kuprianov, creadors de Kikoriki i Els fixies. Es va estrenar a Rússia el 18 de novembre de 2021. S'ha doblat i subtitulat al català.

## Sinopsi
El lladre de primer nivell Max roba un robí únic, que s'emportarà fora del país. Per fer-ho, amaga el robí dins de l'os de peluix Boom, una joguina popular entre els nens. Però les coses no surten segons el previst quan l'osset Boom acaba a una botiga de joguines, i el robí resulta màgic i reviu tots els seus habitants. En Max haurà d'agafar en Boom i lliurar el robí.

## Premis i nominacions
El film va ser nominat al premi Ícar 2022 en la categoria de millor pel·lícula d'animació, però va perdre davant del projecte Ganzel, Gretel i Aguentstvo Magui. A banda, va participar en la competició principal del Festival Obert de Cinema d'Animació de Rússia.